# Distretto di Mykolaïv (oblast' di Leopoli)
Il distretto di Mykolaïv (in ucraino Миколаївський район?, Mikolaïvs'kyj rajon) è stato un distretto (raion) dell'Ucraina, situato nell'oblast' di Leopoli. Aveva come capoluogo Mykolaïv.
In seguito alla riforma amministrativa del 2020 il distretto è stato soppresso e il suo territorio inglobato nel nuovo distretto di Stryj.